# Jacques Lacan
Jacques-Marie Émile Lacan (uttal [ʒak maʁi emil lakɑ̃]), född 13 april 1901 i Paris, död 9 september 1981 i Paris, var en fransk psykoanalytiker och psykiater. 
Lacan är en av de teoretiker som, förutom Sigmund Freud, betytt mest för psykoanalysen. Lacans främsta bidrag består i en nydanande och radikal läsning av Freud och motståndet mot den inom psykiatrin dominerande jagpsykologin. Under parollen retour à Freud ("åter till Freud") slog han igenom under 1950- och 1960-talet och satte psykoanalysen i samband med andra discipliner, företrädesvis antropologi, filosofi och strukturalistisk lingvistik. Hans mest kända citat, "L'inconscient est structuré comme un langage" ("Det omedvetna är strukturerat som ett språk"), kan sägas sammanfatta hans projekt – att införliva psykoanalysen i strukturalismen. 
Centrala idéer som härstammar från Lacan är den om spegelstadiet (det lilla barnets förtjusning i sin egen spegelbild) som lanserades i en föreläsning år 1949 samt begreppen realt, imaginärt och symboliskt. Efter konflikter med den internationella psykoanalytiska föreningen (IPA) uteslöts Lacan och bildade år 1964 en egen skola, École freudienne, tillsammans med bland andra Michel de Certeau. Skolan upplöstes vid Lacans död 1981. 
Störst har Lacans inflytande varit i romanska länder, alltså i Sydeuropa och Latinamerika. I den anglo-amerikanskt dominerade sfären har hans teorier anammats främst inom konst-, film- och litteraturvetenskap. För en svensk publik har han introducerats av bland andra Iréne Matthis.

## Det reala, imaginära och symboliska
Under 1950-talet lanserade Lacan idén om tre olika stadier (eller ordningar) som uppträder i barndomen, men även präglar det vuxna livet: det reala, det imaginära och det symboliska. 
Det reala äger rum från födelsen fram till cirka sex månaders ålder. "Realt" ska här inte förstås som det som ligger närmast den vuxna individens upplevda verklighet (som i exempelvis realism) utan snarast tvärtom. Stadiet upplevs av barnet som ett kaos då det saknar kontroll över sin egen kropp och endast får osammanhängande och fragmentariska intryck av omgivningen. Barnets värld präglas av de biologiska behoven (franska le besoin) och kan inte skilja sin egen kropp från modern/bröstet. Tillvaron är fylld av lust och olust om vartannat. 
Det reala stadiet övergår vid cirka sex månaders ålder till det imaginära. Många barn kan då förtjusta ses studera sin egen spegelbild (det så kallade spegelstadiet). För första gången upplever nu barnet en sammanhängande kropp som går att styra över. Lacan menar att barnet ser sig som en fallossymbol och uppfattar sig som den som ger omvärlden lust. Barnet ger order (franska la demande) utifrån sin upplevda position (jämför Freuds koncept "His majesty the Baby" och narcissism). Subjektet upplever idén om likhet, helhet och autonomi och kommer att bära denna idé med sig som ett ideal i sin fortsatta utveckling. I det imaginära stadiet skapar sig barnet en uppfattning av omvärlden/fadern som antingen ond eller god. 
Vid cirka arton månaders ålder lämnar barnet det imaginära och träder in i det symboliska stadiet som varar upp till fyraårsåldern. Den symboliska ordningen kännetecknas av att barnet börjar utveckla ett talat språk, men också förstå och relatera till teckensystem i en mer utvidgad bemärkelse, såsom kulturella normer och regler (jämför Ferdinand de Saussures lingvistiska system). Stadiet präglas av den oidipala problematiken där den store Andre (hos Freud tolkat som fadern och lagen) träder in och gör att barnet bildligen "kastreras" från sin upplevda plats i centrum av världen. Barnet börjar inse att det ensamt inte är källan till moderns lust och blir varse om att det råder ett incestförbud gentemot henne. Enligt Lacan kommer barnet från och med det symboliska stadiet alltid att vara en "fånge i språket". Det innebär att det alltid kommer att äga förmågan att se sig själv utifrån och förhålla sig till detta – eller annorlunda uttryckt, språket kommer att tala genom barnet som subjekt. Subjektet är ofullkomligt ("kastrerat") och kommer ständigt att söka efter den känsla av helhet som präglade det imaginära stadiet, men som aldrig går att återfå. Genom inträdet i det symboliska stadiet blir barnet även varse idén om begär (franska le désir), vilket skiljer sig från de mer grundläggande behoven och är förbundet med det Lacan kallar jouissance (vanligen ej översatt, men står för intensiv njutning eller smärta). För att undvika psykiska symptom, menar Lacan, behöver varje individ en balans mellan de tre stadier som präglat barndomen. Det reala kommer att finnas kvar som dels ett slags tomhet eller brist som aldrig går att symbolisera, dels som ett "köttsligt" centrum av oss själva som vi inte kan förstå eller kontrollera. Det imaginära fortlever som känslan av ett sammanhängande narcissistiskt jag i centrum av världen. Det symboliska blir den språkliga överjagsbetonade ordning som reglerar omgivande normer, strukturer och lagar. De tre ordningarna ska balansera och komplettera varandra i det vuxna subjektet.

### Metaforisk betydelse
Den lacanianske psykoanalytikern Slavoj Žižek beskriver det reala, imaginära och symboliska genom att använda ett schackspel som metafor. Det imaginära kan beskrivas som en tänkt essens, idé, form eller natur hos varje pjäs. Springaren kan ur ett imaginärt perspektiv kännas igen på sin särskilda form, utseende, namn och likhet med andra springare. När den imaginära ordningen bygger på idén om likhet tar det symboliska istället avstamp i skillnaden. Det symboliska är spelets regler och pjäsernas rörelser. I den symboliska ordningen utmärker sig varje pjäs endast på hur den kan röra sig i förhållande till de övriga pjäserna, motståndaren genom att hennes färg på pjäserna är motsatsen till min och så vidare. Det är lätt att tänka sig en schackpjäs som rörde sig likadant som springaren men kallades "budbäraren", "springpojken", "bagaren" eller dylikt. Pjäsen skulle vara samma pjäs som en springare i en symbolisk mening så länge den rörde sig och förhöll sig på samma sätt till spelet. Slutligen utgörs det reala i denna schackmetafor av alla möjliga, mer eller mindre slumpmässiga motiv som påverkar spelet (spelarnas intelligens, störande faktorer i omgivningen och så vidare). Lacan menar att psykiska objekt kan framställas på dessa tre olika sätt. I Alfred Hitchcocks film I sista minuten (1959) har huvudpersonen Roger O. Thornhill (Cary Grant) tre olika "fäder" eller fadersgestalter. Den imaginära fadern utgörs av Lester Townsend (Philip Ober) som liknar Thornhill och som han anklagas för mord på. Den symboliske fadern gestaltas av professorn från CIA som skapat Thornhills identitet och givit honom hans nya namn. Den reala fadern är den sadistiske Philip Vandamm (James Mason) som försöker att döda Thornhill. I verkligheten kan den reala, imaginära och symboliska fadern ses som tre olika variationer av fadersrollen som alla fyller sin funktion och bär upp barnets utveckling. Den imaginära fadern kan dock variera genom att bygga på en föreställning om antingen en alltigenom god eller en alltigenom ond far.

## Den store Andre
Ett av de mest centrala begreppen hos Lacan är "den store Andre" (franska: le grand Autre). När barnet befinner sig i det imaginära stadiet är modern den store Andre för barnet. Barnet uppfattar henne som fullkomlig och utan brist (franska: le manque). Då barnet går in i det symboliska stadiet börjar det bli varse om att även modern, liksom barnet själv har brister och att modern själv har begär. Den store Andre blir då istället en abstrakt gestaltning av själva lagen och de kulturella normerna. När vi hänvisar till något man inte "bör" göra hänvisar vi till regler som tillskrivs den store Andre – ett slags abstrakt domare över rätt och fel. Barnet känner inte till denne abstrakte store Andre förrän det inträder i det symboliska stadiet (symboler kan ses just som en slags abstraktion). Lacan använder ibland begreppet "fadersnamnet" (franska: le nom du père) för denne abstrakte store Andre som inte korresponderar med någon verklig person. Det franska uttrycket för fadersnamnet (le nom du pére) förklarar Lacan med det fonetiskt näraliggande "le non du père" (faderns nej), det vill säga det som inte längre är tillåtet efter att fadern trätt in och bildligen "kastrerat" barnet från sin upphöjda plats i centrum. Den patient som uppvisar symptom kan i regel inte själv förstå var dessa kommer ifrån och är inte medveten om de bortträngda motiv som ligger bakom symptomet. Hos den tidige Lacan är symptomet hos patienten ett slags chiffer eller kodat meddelande riktat till den store Andre (som i den psykoanalytiska samtalssituationen gestaltas av terapeuten). Symptomet uppstår då patienten har misslyckats med att formulera sitt psykiska trauma i ord, det vill säga i symbolisk form. Patienten uppvisar då istället symptomet för den store Andre i en vädjan till denne att förstå henne. Tvångsneurotikern kan exempelvis uppvisa symptom där han ständigt förnedrar sig själv inför den store Andres ondsinta och dömande blick. Psykoanalytikerns uppgift är då att identifiera var den store Andres ondsinta blick kommer ifrån och på vilket sätt patienten identifierar sig med den. Enligt Slavoj Žižek går en lyckad lacaniansk psykoanalys från att patienten ställer den hysteriska frågan: "Varför är jag som jag är?" eller "Varför är jag det som du säger att jag är?" (det vill säga "Varför är jag det som den store Andre antar mig vara?") till att patienten slutar att ställa sig denna fråga och accepterar att hennes tillvaro inte kan motiveras av den store Andre. Vägen dit går via det symboliska (språket) som strukturerar den imaginära ordningen. Det reala går däremot inte att påverka, utan kommer bara att upplevas som en ångestskapande tomhet mitt i människans psyke som ej går att styra eller nå fram till. En tänkbar anledning till att det är omöjligt att nå det reala kan vara att det delvis utgörs av de biologiska begränsningarna i den fysiska kroppen.

### Överjaget
Under 1960-talet utvecklade Lacan en syn på överjaget (franska: surmoi) som starkt skiljer sig från Freuds användning av begreppet. Freud ser överjaget främst som en moralisk aktör som dömer och censurerar. För Lacan är överjaget en del av den store Andre och står för den Andres begär att njuta. Lacan menar att överjaget hos en neurotiker inte fungerar moraliskt utan är obscent, våldsamt, omdömeslöst, förtryckande och uppmuntrar till brott.

## Le petit a
Lacan beskriver subjektets tillvaro som ett konstant tillstånd av brist. Subjektet försöker fylla denna brist med innehåll. Eftersom saknaden bara är en saknad i sig, vet inte subjektet vad det egentligen saknar och låter därför saknaden företrädas av olika symboliska objekt eller mål som hon vill uppnå. Lacan kallar dessa objekt objet petit a ("objekt lilla a", i regel översätts begreppet inte till svenska). Žižek beskriver le petit a som synonymt med en "MacGuffin" i Hitchcocks filmer: något som är oerhört väsentligt för personerna i handlingen, får dem att agera och driver dem framåt, men vars själva existens ofta är ointressant för oss som åskådare. Om le petit a är en portfölj med diamanter eller sanningen om vem som förövade ett mord behöver inte vara relevant för den som ser filmen, utan snarare hur vägen dit ter sig.

## Kritik
Under 1970-talet började Lacan att inkorporera matematiska begrepp i sina verk (så kallade mathème) lösryckta ur sitt ursprungliga sammanhang. För detta har han mottagit kritik inom naturvetenskapliga kretsar (se Sokalaffären). Lacanuttolkarna Jean-Luc Nancy och Philippe Lacoue-Labarthe menar att algoritmerna inte ska tolkas som riktiga logiska formler då de i själva verket är en slags absurda vitsar. Exempelvis förklarar Lacan i en av sina texter att plustecknet (+) egentligen är ett horisontellt streck (-) som "överskridits" (alltså korsats) av en vertikal linje, vilket är en minst sagt egenartad tolkning. Ett av de verk av Freud som Lacan starkt framhåller (men som den sene Freud sedan tog avstånd från) är Vitsen och dess förhållande till det omedvetna (1905). Den unge Freud försökte i detta verk visa språkets relation till förskjutning och bortträngning i just vitsen.